# شهرستان دانگشان
شهرستان دانگشان (به لاتین: Dangshan County) یک منطقهٔ مسکونی در چین است که در سوجوا واقع شده‌است.